# Henrik Ponosni
Henrik Ponosni, bavarski vojvoda (kot X.), saški vojvoda (kot II.), vojvoda Spoleta, mejni grof Toskane, * okrog 1108, † 20. oktober 1139, Quedlinburg.
Oče je Henriku že kot nadebudnemu mladeniču zagotovil poroko s hčerko in edino dedinjo nemškega kralja in cesarja Lotarja Supplinburškega. Kot bavarski vojvoda se je Henrik prizadevno boril na tastovi strani proti kraljevim in svojim nasprotnikom, pristašem rodbine Štaufovcev. Z zaslugami in dedovanji je širil svojo posest in postal najmočnejši nemški knez. Ravno zaradi tega se ga je nemško plemstvo balo in po Lotarjevi smrti za nemškega kralja izvolilo zase manj nevarnega Konrada III. iz rodu Štaufovcev. Henrik je bil dovolj močan, da bi se z vojsko boril za kraljevi položaj, a je, še ne dvaintridesetleten, nenadoma umrl.

## Mladost
Henrik Ponosni je bil drugi sin bavarskega vojvode Henrika IX. in Vulfilde, hčerke zadnjega saškega plemenskega vojvode iz rodu Billungov, Magnusa. Očetov naslednik je postal, ker je bil njegov starejši brat Konrad telesno slaboten in namenjen duhovniškemu stanu. Njegova sestra Judita se je poročila v rodbino Štaufovcev, s švabskim vojvodo Friderikom II., in je rodila kasnejšega nemškega kralja in cesarja Friderika I. Barbarosso.
Henriku, mladeniču polnem moči in samozavesti, je oče po vsej verjetnosti že leta 1125, med pogajanji pred izvolitvijo novega nemškega kralja, s prestopom v tabor saškega vojvode Lotarja Supplinburškega zagotovil poroko z Lotarjevo edino hčerjo in dedinjo Gertrudo. Poleg bogatih Lotarjevih alodov je že tedaj lahko računal tudi na saški vojvodski položaj.

## Bavarski vojvoda
Henrik Ponosni je postal bavarski vojvoda leta 1126, ko se je njegov oče umaknil v samostan. Z mlajšim bratom Welfom VI. sta si razdelila rodbinske posesti tako, da je slednji dobil posesti na Švabskem, Henrik pa posesti na saškem in večino bavarskih. 
Henrik je že na prvem deželnem zboru v Regensburgu (1126/27) pokazal, da bo odločen vojvoda: od plemičev je zahteval prisego deželnega miru in takoj strogo kaznoval tiste, ki so obljubo kršili. Za binkošti 1127 je na gradu Gunzenlee pri Meringu nedaleč od Augsburga v blišču praznoval poroko s tedaj šestnajstletno Gertrudo in se takoj nato na strani tasta dejavno vključil v boj proti upornim kraljevim nasprotnikom iz štaufovskega tabora:
Poleti 1127 je oblegal Nürnberg, se leta 1127 boril proti Štaufovcem pri Wörnitzu, spomladi 1129 napadel Friderika II. Švabskega v Zwiefaltnu, istega leta podprl Lotarja v boju za Speyer; v maščevanju za štaufovsko pustošenje welfskih ozemelj je opustošil štaufovske posesti ob Donavi (1131/32) in leta 1134 zavzel štaufovski Ulm. Istočasno se je moral boriti z močno notranjo opozicijo na Bavarskem, posebno z grofi Bogen in z njihovimi zavezniki, grofi Wolfratshausen.
S 1500 bavarskimi konjeniki se je udeležil drugega Lotarjevega pohoda v Italijo. Z enim od dveh delov cesarjeve vojske je prodrl skozi Toskano, dalje preko Viterba in Sutrija, mimo Rima, preko Monte Cassina v Kapuo in Bari, kjer se je koncem maja 1137 srečal s cesarjevo vojsko, ki je prodirala ob Jadranu. Ob tem je prišel večkrat v spor s papežem Inocencem II., ki je pohod spremljal. Cesar je dal Henriku v fevd mejno grofijo Toskano, iz rok papeža pa je dobil rodbinske posesti Matilde Toskanske. Lotar je v Italiji nevarno zbolel in svojemu zetu na povratku pred smrtjo podelil v fevd tudi vojvodino Saško ter mu predal državne simbole; s tem je jasno pokazal, da vidi v Henriku svojega naslednika.

## Izguba državnih fevdov in smrt
Vendar se dogodki niso iztekli po Henrikovih  načrtih. Verjetno ravno zaradi njegove tako velike oblasti, ki je po besedah zgodovinarja Otona Freisinškega »segala od morja do morja, od Danske do Sicilije« in morda tudi zaradi njegove »poznane oblastnosti« ni bil za nemškega kralja izvoljen Henrik pač pa (na način, ki je kršil ustaljen postopek) Štaufovec Konrad III.
Sprva se je zdelo, da se bo Henrik boril za prestol, a je potem vendarle poslal Konradu državne simbole. Kljub temu pa mu Konrad ni vrnil nobenega od obeh državnih fevdov: vojvodino Saško je podelil Albertu Medvedu, vojvodino Bavarsko pa svojemu polbratu, Babenberžanu Leopoldu IV. Henrik Ponosni je upor nadaljeval na Saškem, a je oktobra 1139 na hitro umrl tako nepričakovano, da ni manjkalo govoric o zastrupitvi.
Henrik, ki se je vse življenje bojeval, se je tudi nadpovprečno zanimal za umetnost in znanost, kar kažejo nemške pesnitve, ki so nastale na njegovem dvoru (Rolandslied), kakor tudi njegovo potovanje izobraževalnega značaja v Pariz, leta 1131. Leta 1135 je vzpodbudil gradnjo kamnitega mostu v Regensburgu.

## Družina
Henrik Ponosni je bil poročen z Gertrudo, hčerko nemškega kralja in cesarja Lotarja Supplinburškega. Njun sin je bil:
- Henrik (1129/1131 – 1195), bavarski in saški vojvoda ∞ 1) Klementia, hčerka vojvode Konrada I. von Zähringen; 2) Matilda, hčerka angleškega kralja Henrika II.